# Allied Gardens (San Diego)
Allied Gardens es una comunidad en la parte oriental de San Diego, California. El barrio limita con San Carlos y Del Cerro al este y al norte respectivamente y al sureste y suroeste con College Area y Grantville.

## Historia
Allied Gardens fue desarrollada por Louis L. Kelton y Walter Bollenbacher en 1955, quienes compraron 1000 acres (4 km²) de terreno de Waring Estate. El nombre original de la zona se debe a los contratistas Allied Contractors.

## Infraestructuras
En la Avenida Greenbrier se encuentran el Allied Gardens Recreation Center y Allied Gardens Pool (al lado de la escuela Lewis Middle School) y más abajo de la colina, justo al lado de Greenbrier, en la Calle Estrella, está la comunidad de Little League fields. Allied Gardens tiene un pequeño distrito de negocios localizado en Waring road entre las calles de Orcutt y Zion, donde se convierte en Grantville. Debido a la abundancia de escuelas y parques en la comunidad, Allied Garden goza de buena reputación.

## Escuelas públicas
- Foster Elementary School
- Marvin Elementary School
- Lewis Middle School, en la cual se basa con la Patrick Henry High School, localizada entre San Carlos y Del Cerro en la Ave. Wandermere.